# 傑姆
35°18′N 10°43′E / 35.300°N 10.717°E
傑姆（亦作艾爾迪約姆；阿拉伯語：قصر الجمّ；拉丁化：Thysdrus；英語：El Djem或El Jem）是一個位於突尼西亞馬赫迪耶省的城市，人口為18,302（2004年統計數字）。傑姆擁有數個在非洲享負盛名的羅馬帝國遺跡，包含埃尔杰姆圆形剧场。

## 歷史
跟絕大部分羅馬帝國在突尼西亞的殖民地一樣，這個城市建於舊迦太基人殖民地之上。相比今天，古時的氣候並沒有那麼乾旱，這個當時命名為「蒂斯德魯斯」（Thysdrus）的羅馬殖民地在公元2世紀蓬勃發展，那時，該處是個重要的橄欖油製造及出口中心。此外，該地是為基督教主教座，到了今天該主教座在名義上仍是由羅馬天主教的主教所有。
在公元3世紀早期，當圓形競技場落成時，蒂斯德魯斯取代了哈德魯梅（一譯哈德盧密塔姆，Hadrumetum，今名蘇塞）成為羅馬在北非繼迦太基後的第二大城市。然而，隨著238年發生的叛亂，同時戈爾迪安一世在近於迦太基的別墅自殺，忠於皇帝馬克西米努斯·色雷克斯的羅馬軍隊摧毀了傑姆，這個城市自此就沒有真正的恢復過來。
在公元3世紀對傑姆的破壞到底有多徹底現時無法得知。也許正如俄克喜林庫斯一樣，蒂斯德魯斯已經成為一個廢物棄置場。

## 景點

### 圓形競技場

圓形競技場內部

傑姆以其埃尔杰姆圆形剧场聞名於世，該圓形競技場呈橢圓形，以1米長、70厘米寬高的大石塊興建而成。競技場為典型的羅馬建築風格，高36米，分三層，共60座拱門，拱門由石柱支撐，可容納35,000名觀眾。是世界三大竞技场之一。只有位於羅馬的羅馬競技場（可容納約45,000名觀眾）及位於卡普阿的劇場遺址比它更大。此圓形競技場乃按資深執政官戈爾迪安一世之命由羅馬人所興建，戈爾迪安一世於238年在蒂斯德魯斯自封為帝，並在競技場舉行角鬥士表演及戰車競走（如電影《賓虛》一樣）。但該競技場亦有可能從未竣工。
直至17世紀，競技場遺跡大致保持完整。但自此之後，競技場的石頭就被用作興建傑姆附近的村落，又或者運到凱魯萬興建大清真寺（Mosque of Uqba），以及在對抗鄂圖曼帝國時，土耳其人使用大炮轟擊叛亂者，迫使他們離開競技場。
在突尼西亞獨立後，競技場才得以修復，圍牆、拱門、階梯、台階、立柱及外觀經一一修建後，競技場成成突尼西亞的著名景點。1979年，傑姆的競技場成為世界文化遺產。除了日常接待观光游客外，这一鬥兽场还可在夏季时举办古典音乐会，给观众带来艺术享受。

### 其他
沙粒保存了蒂斯德魯斯的市集，並令在古時已圍繞著市集的近郊別墅更顯雅緻。圓形競技場吸引著考古學家的注意：因為無需發掘，一些地面上的馬賽克已被發現和公開，不過，考古學家很少在當地實地研究。
就书写材料来说，蒂斯德魯斯可以說是一個紙莎草帝國，因為該地有如傑姆一樣，妥善地保持紙莎草的乾爽。

## 第二次世界大戰
第二次世界大戰期間，有一個主要的軍事機場座落在傑姆，最初由德國空軍使用。在受到多次襲擊後，該地後來由美國陸軍航空軍第十二航空隊用作運輸機地。時至今日，當地只剩下很少機場的痕跡，並重新成為市外的農業用地。

## 友好城市
- 法國 伊泽尔河畔罗芒

## 資料來源
1. ↑  菲克·梅杰著，李小均譯（2009年）：《角鬥士：歷史上最致命的遊戲》，93頁
2. 1 2  .   [2009-12-23]. （原始内容存档于2020-12-15）.
3. ↑  Britannica Online Traditional Chinese Edition：蒂斯德魯斯[永久]
4. ↑  .   [2011-12-03]. （原始内容存档于2011-01-09）.
5. ↑  蘇少工作室編著（1999年），《世界文化與自然遺產：非洲卷，大洋洲卷》，114頁，南京：江蘇省出版總社，江蘇少年兒童，日本小學館 ISBN 7-5346-2075-9
6. ↑  埃尔杰姆斗兽场[永久]
7. ↑  古罗马建筑工程中最卓越的代表——古竞技场遗址[永久]
8. ↑  El Djem International Festival of Symphonic Music[永久]

## 外部連結
- 世界遗产中心 - 杰姆的圆形竞技场 （页面存档备份，存于）
- Amphitheatre of El Jem - UNESCO World Heritage Centre （页面存档备份，存于）
- 中華人民共和國外交部：中國公民赴突尼斯須知 （页面存档备份，存于）